# Styrax guyanensis
Styrax guyanensis là một loài thực vật có hoa trong họ Bồ đề. Loài này được A.DC. miêu tả khoa học đầu tiên năm 1844.